# Nucleoeléctrica Argentina S.A.
Nucleoeléctrica Argentina S.A. (NA-SA) es una empresa generadora de energía eléctrica argentina que opera las centrales nucleares de Embalse y Atucha I y II. Es propiedad del Ministerio de Economía (79%), CNEA (20%) y ENARSA (1%).

## Centrales
NA-SA gestiona las centrales:
- Atucha I (1974): produce 362 MW
- Atucha II (2006): produce 745 MW
- Embalse (1984): produce 656 MW

## Autoridades
Las autoridades de la empresa son:
- Presidente: Demian Reidel
- Vicepresidente: Germán Guido Lavalle
- Directores: Axel Larreteguy, Marco Campolonghi, Diego Chaher
- Gerente General: Marcelo Famá